# Paul Schöps

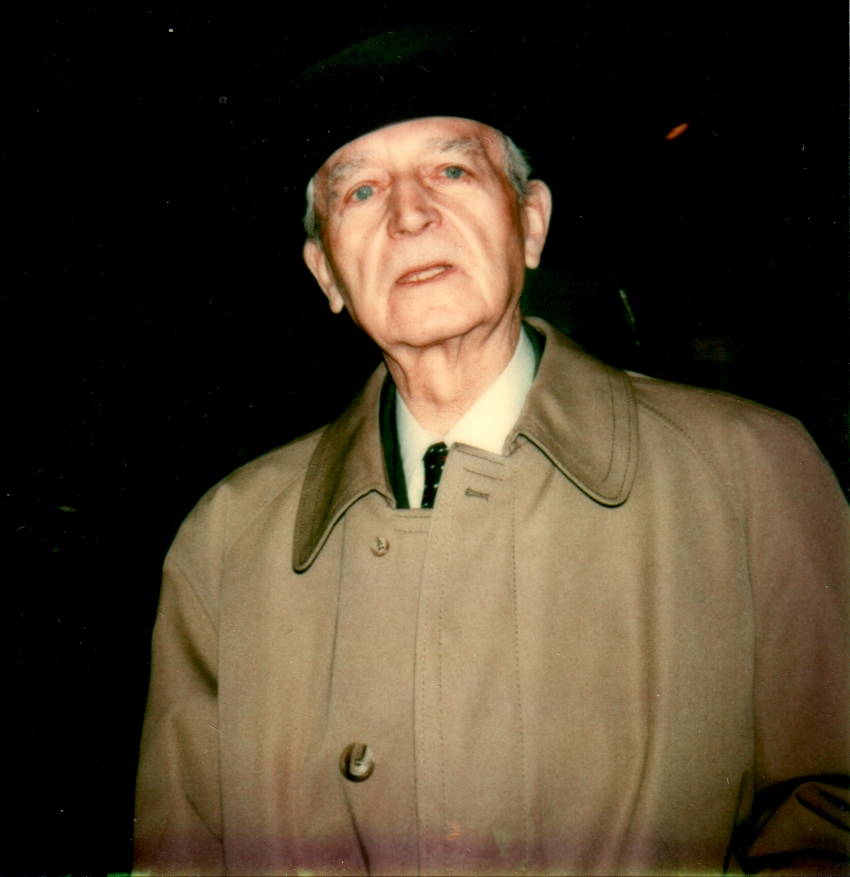
Paul Schöps (etwa 1973)

Paul Schöps  (* 6. Januar 1895 in Apolda; † 5. Dezember 1986 in Leipzig) war ein deutscher Rauchwarenkaufmann, Fachautor und Fachverleger der Pelzbranche und verwandter Fachgebiete.

## Biografie
Paul Schöps wuchs im thüringischen Apolda in einem für geistige, kulturelle und soziale Fragen aufgeschlossenen Elternhaus auf. Nach dem Abitur sammelte er erste Erfahrungen im feinmechanisch-optischen Unternehmen Carl Zeiss in Jena, in dem sein Vater in leitender Position tätig war. Es folgte ein Studium der Staatswissenschaften und anderer Disziplinen an den Universitäten Jena und Leipzig. Eine Unterbrechung fand die Ausbildung durch die Einberufung zum Militär im August 1915, wo er zum Funker ausgebildet wurde. Während des Kriegseinsatzes wurde er wegen einer fieberhaften Herzerkrankung in ein Göttinger Lazarett eingewiesen, wo er das Kriegsende erlebte. Am 31. August 1920 promovierte er in Jena zum Dr. rer. pol. mit „Die jüngste Entwicklung der deutschen Löhnungsmethoden, insbesondere in der Metallindustrie“. Ab März 1921 war er für etwa ein Jahr stellvertretender Syndikus der Fachorganisationen für Feinmechanik, Optik und Chirurgie in Berlin. In dieser Eigenschaft nahm er unter anderem an Sitzungen im Reichswirtschaftsministerium unter Walter Rathenau teil.
Bis in seine letzten Lebensjahre sammelte und veröffentlichte Schöps Materialien über die Geschichte der Pelzbranche. Öffentliche Ehrungen waren im Jahr 1968 die Verleihung des Thorer- und Hollender-Preises und 1970 die Verleihung der Goldenen Pelzmotte durch den Rifra-Verlag, Murrhardt.

### Rauchwarenkaufmann
Im Jahr 1921 kam Paul Schöps in die Pelzbranche. Es begann mit einer Tätigkeit als Syndikus der Leipziger Firma Friedrich Erler, der er ab 1937 als Teilhaber angehörte. 1920/21 hatten Rauchwarenfirmen wie Friedrich Erler, Theodor Thorer, Heinrich Lomer, M. Bromberg & Co. Nachf. und andere die „Deutsche Versuchszüchterei Edler Pelztiere“ mit einer Silberfuchsfarm im österreichischen Hirschegg-Riezlern im Kleinwalsertal gegründet. Sie beauftragten Schöps mit der Geschäftsführung.
Ihm fiel damit auch die Aufgabe zu, die einzelnen wissenschaftlichen Disziplinen für diesen neuen Zweig der Tierzucht zu gewinnen. Daher kam er in engen Kontakt mit tierärztlichen und naturwissenschaftlichen Fakultäten verschiedener deutscher Universitäten. Im Rahmen dieser Zusammenarbeit wurde die staatlich anerkannte und geförderte Reichszentrale für Pelztier- und Rauchwarenforschung in Leipzig gegründet. Bis zum Ende des Zweiten Weltkriegs war Schöps Geschäftsführer der Reichszentrale. Für das der Reichszentrale angegliederte Museum konnte er, dank seiner vielen Reisen, wertvolles, später durch Luftangriffe auf Leipzig verloren gegangenes Material, sammeln. Er war wesentlich beteiligt an der Einrichtung neuer Bisamgebiete im Osten Europas. Im Auftrag der Deutschen Gesellschaft für Kleintier- und Pelztierzucht GmbH & Co., Leipzig sowie sowjetischer Organisationen für Pelztierzucht organisierte er Tiertransporte zum Aufbau einer russischen Pelztierzucht. Durch seine Beteiligung an der Firma Erler war er Mitglied im Aufsichtsrat des Verlags Karl Schmalfeldt, des Herausgebers von „Der Rauchwarenmarkt“, der inzwischen zusammen mit Erler im Besitz einer Gruppe von Rauchwarenfirmen war. Infolge seiner Verbindungen gehörte er außerdem dem Russlandausschuss der deutschen Industrie an. Paul Schöps war in verschiedenen Ausschüssen am Aufbau der Internationalen Pelzfach-Ausstellung in Leipzig beteiligt. Während der Veranstaltung war er Generalsekretär des gleichzeitig stattgefundenen I. Internationalen Kaninchenzüchter-Kongresses.

### Fachverleger

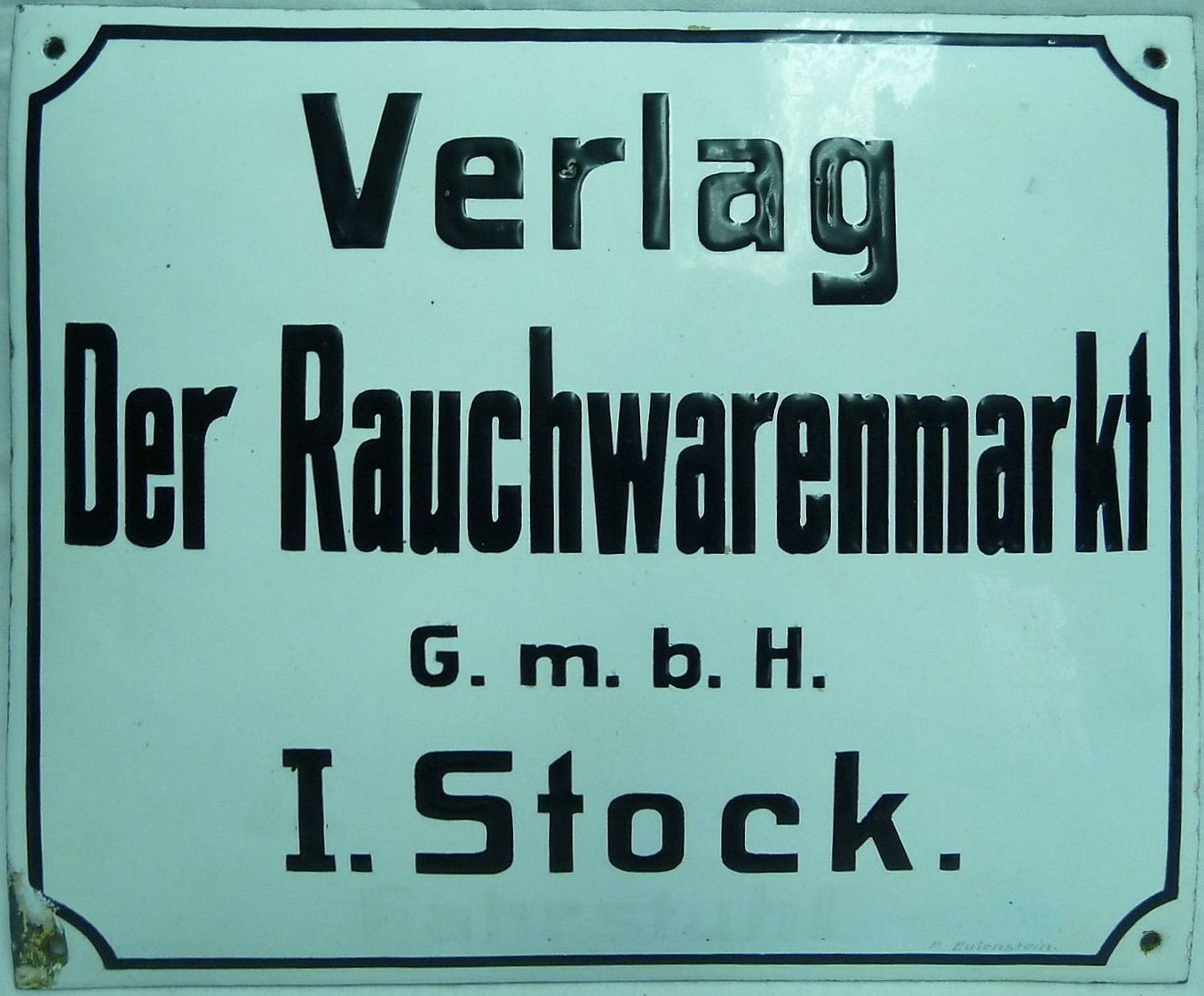
Verlags-Firmenschild aus dem Pelzviertel des Leipziger Brühl, Nikolaistraße 28/32

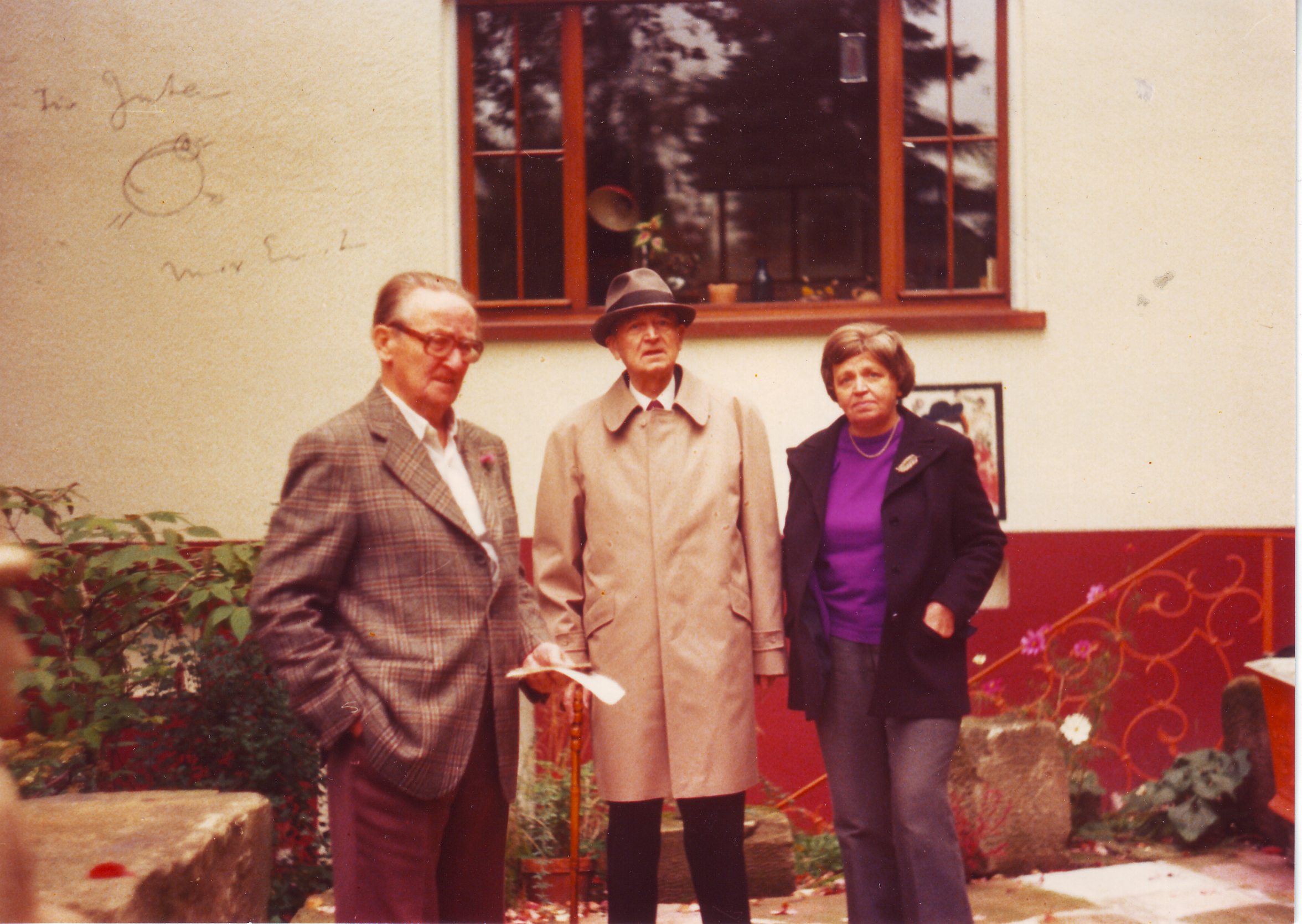
Richard Franke, Paul Schöps, Johanna Kroll (1975)

Im Jahr 1926 gründete Schöps einen eigenen Verlag, „Dr. Paul Schöps Leipzig“. 1937 übernahm er einen der Deutschen Gesellschaft für Kleintier- und Pelztierzucht angegliederten Verlag, 1938, nach einer bereits bestandenen Zusammenarbeit, den „Hermelin-Verlag“, Wien, den er nach Leipzig verlegte und für den er gleichzeitig eine Filiale in Zürich errichtete. Als Bücher erschienen Monografien der Wildsäugetiere, Werke und Schriften über Fellkunde, über hygienische Zoologie, zur Hundeforschung usw. An Zeitschriften wurden herausgegeben „Der Rauchwarenmarkt“, zeitweise die Pelzfachzeitschriften „La Peleteria de Leipzig“ in spanischer Sprache und „Pellicce di Lipsia“ in Italienisch. 1938 erschien, in Zusammenarbeit mit R. Fritzsche, dem Kustos der Reichszentrale für Pelztier- und Rauchwarenforschung, in einer Auflage von 30.000 Exemplaren im Verlag I. I. Weber, Leipzig ein kleines Lexikon „Pelze“, das die bis dahin größte Zusammenstellung von Farbaufnahmen der Pelzfelle zeigte.
Kriegsbedingt stellte der Rauchwarenmarkt im 23. Jahrgang mit Heft Nr. 9 mit dem 30. September 1944 sein Erscheinen „für die Dauer des Krieges“ ein. „Es werden dabei weitere Kräfte für die Wehrmacht und die Rüstung frei. [...] Mit unserem zuversichtlichen Glauben an den Sieg verbinden wir die Hoffnung, unsere Zeitschrift nach dem Siege allen Beziehern wieder in gewohnter Weise liefern zu können.“
Nach dem Zweiten Weltkrieg gehörte der Hermelin-Verlag Dr. Paul Schöps, Berlin-Charlottenburg, Mommsenstraße 7, sowie Leipzig, Nicolaistraße 28/32, zu den ersten sechs Verlagen, die von der damaligen sowjetischen Militäradministration die Lizenz zur Neuausgabe erhielten. Es erschienen die Pelzmodellzeitschrift „Hermelin“ – schon vor dem Krieg „das führende Pelzmodellblatt mit größter internationaler Verbreitung“,  die Schriftenreihe „Technik der Kürschnerei“ sowie die Fachzeitschrift „Das Pelzgewerbe“, das alle Fachgebiete des Rauchwarenhandels, der Kürschnerei, der Pelztier- und Fellkunde, der Veredlung und der Pelztierzucht behandelte. Es blieb weltweit die einzige Zeitschrift ihrer Art. Die letzte Ausgabe erschien Ende 1973.
Johanna Kroll (* 1909; † 14. Juni 1984) war seit 1929 durch ihren Eintritt in die Firma Friedrich Erler mit Schöps verbunden, später wurde sie eine Mitarbeiterin des Schöps-Verlags. Sie setzte seine Arbeit seit 1972 beim Rifra-Verlag, Murrhardt, einem in der Bundesrepublik vom Rauchwarenkaufmann Richard Franke gegründeten Fachverlag der Pelzbranche, fort. Hier war sie zusammen mit Christian Franke die Hauptautorin des bis heute unerreichten Standardwerks der Pelzbranche, „Jury Fränkels Rauchwarenhandbuch“, letzte Ausgabe 1988/89.

## Veröffentlichungen (Auswahl)
- Entstehung und Grundlagen der Pelztierzucht in Deutschland (mit E. Tänzer, 1927)[11]
- Handbuch der Rauchwarenwirtschaft (1930)[12]
- Zur heutigen Gestaltung der Fellproduktion (1931)[12]
- Die Weltproduktion an Kaninfellen (1931)[13]
- Der deutsch-russische Rauchwaren-Handel vor dem Weltkriege – Ein Beitrag zur Geschichte des Rauchwarenhandels (1933)[14]
- Pelze (1938)[15]
- Das Sortiment von Rauchwaren (mit Leopold Hermsdorf und Richard König, 1949)[16]
- Zur Geschichte des Wortes Rauchware (1950)[17]
- Technik der Kürschnerei (mit Friedrich Malm, 1950)[18]
- Wege und Formen des ältesten Pelzhandels in Europa (1951)[19]
- Zur Pelztier- und Rauchwarenforschung – Entstehung und erste Entwicklung in Deutschland. In: Das Pelzgewerbe Nr. 6, 1962, S. 259–265
- Leipzig – Der Weg zur Pelzstadt – Aus Dokumenten und eigenem Erleben von Dr. Paul Schöps: In: Die Pelzwirtschaft Nr. 1, 1965
- Pelztier-Atlas (mit Heinrich Dathe u. a., 1986)[20]

## Verlagsveröffentlichungen (Auswahl)
- Der Rauchwarenmarkt (Tageszeitung),  vormaliger Herausgeber Carl Schmalfeldt GmbH, Berlin (Erstauflage 1912, Monatsausgabe). Anfang Oktober 1929 („in diesen Tagen“) ging der „Rauchwarenmarkt“ in den Besitz des Verlages „Der Rauchwarenmarkt G.m.b.H. Leipzig“ über,[21] bis 23. Jahrgang, Heft Nr. 9, 30. September 1944
- Das Pelzgewerbe, ab 1930: (Beilage zur Zeitschrift Hermelin). Bis 1973: (Neue Folge, Jahrgang XXI, Nr. 5/6). Mitbegründet mit Otto Nauen.
- K. Toldt: Über die Vielseitigkeit des Säugetierhaarkleides als Gegenstand wissenschaftlicher Forschung (1938)[22]
- S. v. Schumacher: Baumaterial und Entstehen des tierischen Körpers (Mit besonderer Berücksichtigung des Wildes) (1938)
- Arnold Jacobi: Der Seeotter (1938)[23]
- Heinrich Kemper: Die Nahrungs- und Genussmittelschädlinge und ihre Bekämpfung (1939)
- Adolf Bachofen von Echt: Der Bär (1939)[24]
- Ingo Krumbiegel: Die Giraffe – Unter besonderer Berücksichtigung der Rassen (1939)[25]
- Hermann B. Peters: Der Eskimohund (1939)
- Heinrich Prell: Die geschichtliche Entwicklung der Kenntnis von den Viscachas (Beiträge zur Kenntnis der Chinchillas) (1939)
- Fritz Schmidt: Naturgeschichte des Baum- und des Steinmarders (1943)[26]
- Heinrich Dathe: Systematische Übersicht der Pelztiere (1944)[27]
- Bruno Schier: Pelze in altertumskundlicher Sicht (1951)[28]
- Heinrich Kirchner: Der Vogel im Fluge: Ein Feldführer durch die Großvögel Mitteleuropas (in diversen Lieferungen, 1951, 1952)
- Fritz Schmidt: Die Marder und ihre Zucht (1951)[29]
- Alfred Lehmann: Wie die Völker sprechen (1951)
- Alfred Lehmann: Zwischen Schaubuden und Karussells. Ein Spaziergang über Jahrmärkte und Volksfeste (1952)
- Erna Mohr: Die Robben der europäischen Gewässer (1952)[30]
- A. E. Helbig: Schnittzeichnen für Pelzbekleidung (1953)[31]
- Friedrich Lorenz: Werkzeuge und Maschinen in der Kürschnerei (1954)[32]
- Max Hoffmann: Die Bisamratte (1958)[33]
- A. E. Helbig: Die Schnittkonstruktion von Pelzbekleidung (1958)[34]
- Fritz Stather: Wissenschaftliche Grundlagen der Rauchwaren-Zurichtung (1964)[35]
- Eva Laue: Das Staffieren (6 Bände, 1966,[36] 1972[37]); wohl identisch mit weiterer Auflage: Das Pelznähen (6 Bände, 1968)[38]
- H. E. Matter: Karakul – Breitschwanz-Persianer (1968)[39]
- A. Ginzel: Kürschner und Rauchwarenveredlung (1969)[40]